# Southport (Australia)
Southport è un sobborgo ed il principale polo commerciale della Costa d'Oro australiana. Situata nello stato del Queensland, secondo il censimento del 2016 la sua popolazione si attestava sui 31 908 abitanti.
In origine nota come Nerang Creek Heads, la località venne rinominata Southport trattandosi all'epoca del porto più a sud della colonia del Queensland.

## Storia
La prima attestazione di un insediamento nell'area è del 1874; l'anno successivo questo fu nominato Southport.
Già nel 1901 (anno di nascita della federazione australiana) Southport era una rinomata e apprezzata località balneare con un'offerta turistica e di soggiorno diversificata ed una popolazione permanente di 1 230 abitanti.